# Toulouse–Bayonne-vasútvonal
A Toulouse–Bayonne-vasútvonal egy 321 km hosszúságú, normál nyomtávolságú, Toulouse és Puyoô között  kétvágányú villamosított vasúti fővonal Franciaországban Toulouse és Bayonne között. A vasútvonal szakaszosan, 1861 és 1867 között nyílt meg.

## Fontosabb állomások
Fontosabb állomások a Toulouse–Bayonne-vasútvonalon:
- Gare de Toulouse-Matabiau
- Gare de Tarbes
- Gare de Pau
- Gare de Bayonne

## Története
A vasútvonalat a Compagnie des chemins de fer du Midi építette. Az első, 1861-ben megnyitott szakasz Toulouse-tól Portet-Saint-Simonig vezetett, amely szakaszon a Foix-ba és tovább vezető vasútvonallal osztozott. A vonalat 1862-ben meghosszabbították Montréjeau-ig. A Puyoô és Pau közötti szakaszt 1863-ban nyitották meg. 1864-ben Bayonne-t összekötötték Puyoô-val, 1866-ban pedig Tarbes-t Lourdes-szal. Végül 1867-ben megnyitották a Montréjeau és Tarbes, valamint a Lourdes és Pau közötti hiányzó szakaszokat.

## Útvonal
A Toulouse–Bayonne-vasútvonal Toulouse-Matabiau állomásról indul déli irányba. Toulouse városközpontjától délre keresztezi a Garonne folyót, és délnyugati irányban követi a Garonne bal partját a folyón felfelé. Saint-Martory közelében kétszer keresztezi a Garonne-t, majd nyugatra fordul, továbbra is a Garonne bal partján haladva. Saint-Gaudens-nél és Montréjeau-nál ismét keresztezi a Garonne-t, ahol elhagyja a Garonne völgyét.
Lannemezan után a vasút északnyugatra, Tarbes felé fordul, azután délnyugatra, Lourdes felé fordul. Lourdes-nál ismét nyugatra fordul, és a Gave de Pau jobb partján a folyásirányt követi. Saint-Pé-de-Bigorre-nál a folyó és a vasút északnyugat felé fordul Pau és Puyoô felé. Puyoô után a folyó és a vasút nyugati irányt vesz. A Gaves réunis-t Hastingues-nál keresztezik, és a vasút az Adour folyó bal partján halad lefelé, egészen Bayonne-ig, a nyugati végállomásig.